# 1955 год в авиации
Список событий в авиации в 1955 году.

## События
- 25 марта — впервые взлетел американский истребитель палубного базирования F-8 "Крусейдер, единственный в истории авиации серийный самолёт с изменяемым в полёте углом установки крыла.
- 3 апреля — первый полёт Ил-54 опытного бомбардировщика с двумя ТРД АЛ-7 на пилонах под крылом и велосипедной схемой шасси[1].
- 11 апреля — над Южно-Китайским морем в результате теракта потерпел катастрофу чартерный авиалайнер «Принцесса Кашмира» Lockheed L-749A Constellation авиакомпании Air India. Жертвами взрыва стали 16 человек из 19, находящихся на борту.
- 17 июня — первый полёт советского авиалайнера Ту-104.
- 23 июля — в Ленинграде было основано Высшее авиационное училище ГВФ.
- 7 сентября — первый полёт советского истребителя-бомбардировщика Су-7.[2]
- 16 сентября — перелётом в Москву была открыта эксплуатация самолётов Ил-14П образованной в ГДР авиакомпанией Deutsche Lufthansa (East Germany)[англ.].[3]
- 22 октября — первый полёт американского истребителя-бомбардировщика F-105 Тандерчиф.
- 21 декабря — основана авиакомпания Condor Airlines.

### Без точной даты
- Основана авиакомпания Ariana Afghan Airlines.
- Основана авиакомпания PenAir.
- Основана авиакомпания Surinam Airways.
- Основана авиакомпания Air Koryo.